# カルボコン
カルボコン（Carboquone）は、かつてがんの治療に使用されていたエチレンイミン系化学療法剤である。肺癌、胃癌、卵巣癌、リンパ腫、骨髄性白血病など、さまざまながんの治療に使用された。日本では経口剤であったが、静脈注射や動脈注射でも用いられた。
1970年に三共の荒川順生らによって開発された。カルボコンは優れた抗がん作用を持つ一方で非常に強い副作用があるため、他剤を併用することでそれを軽減していた。
2005年3月に販売が中止された。

## 効能・効果
- 肺癌
- 悪性リンパ腫
- 慢性骨髄性白血病

## 作用機序
アルキル化剤に分類される。

## 参考資料
1. ↑  “カルボコン:エスキノン”. www.interq.or.jp. 2022年1月9日閲覧。
2. ↑  荒川, 順生「カルボコンの用法用量に関する一考察」『癌と化学療法』第7巻第3号、1980年3月、466-472頁。
3. ↑  Shinkai, K.; Arakawa, M. (1982-03). “[Effect of carboquone in complete regression of mouse mammary cancer MM-46”]. Gan to Kagaku Ryoho. Cancer & Chemotherapy 9 (3):  556–557. ISSN 0385-0684. PMID 7184412.
4. ↑  新海健吉, 荒川順生「マウス乳癌MM-46に対するカルボコンの完全治癒効果」『癌と化学療法』第9巻第3号、1982年、556頁。
5. ↑  斉藤, 達雄「抗癌剤10年のあゆみ-Carboquone-」『癌と化学療法』第15巻第3号、1988年3月、549–554頁、ISSN 0385-0684、PMID 3279914。
6. ↑  S & T papers: Studies on liposome-encapsulated carboquone. IV. Enhancement of antitumor activity of carboquone against Ehrlich ascites carcinoma by encapsulation. アーカイブ 2014年7月14日 - ウェイバックマシン
7. ↑  “販売中止品・予定一覧 | 製品情報 | 医療関係者のための医薬品情報 第一三共 Medical Library”. www.medicallibrary-dsc.info. 2022年1月9日閲覧。

## 関連文献
- Medicinal Chemistry of Anticancer Drugs (Google books)
- Pharmaceutical Manufacturing Encyclopedia (Google books)